# Cantón Puyango
Puyango es un cantón de la provincia de Loja, Ecuador. 

## Información general
De acuerdo al Censo Nacional de 2023, el cantón cuenta con 16 257 habitantes en sus 634 km² de territorio. Su cabecera cantonal es la ciudad de Alamor.
Su principal atracción turística es el Bosque Petrificado de Puyango, el cual está protegido como área natural.
La producción más significativa es la de café, existiendo igualmente cultivos de caña de azúcar y pastos. La producción de carne de ganado vacuno es la actividad que genera mayores ingresos a la economía familiar.

## Etimología
Puyango es una palabra compuesta por «puya» que significa lanza y «ango» que significa fuerte. Los paltas no solo fueron agricultores sino también fueron fuertes guerreros en su resistencia a las primeras invasiones incásicas. Puyango se registra como cultura de la gran familia paltense; en la cuenca del rio Puyango se ha encontrado en cerámica, cántaros; y hachas de piedra como vestigios de esta cultura.

## Reseña histórica
El cantón Puyango se originó en la gran nación de los Paltas, de la que se derivaron los Naypiracas, Guambonas, Chitoques, Macullaracas, Urash y más comunidades indígenas, que habitaron en lo que hoy es Alamor y sus parroquias.
En la época de la colonia española, los doctrinarios (religiosos españoles) le anteponían al nombre propio del sitio el de un santo, así, en 1660 se bautizó a la capilla de ese entonces con la denominación de San Jacinto de Alamor; la parroquia eclesiástica de Alamor, de la que el cura José Cayetano Castillo fue el primer párroco, consta desde 1854 en los Registros Bautismales del Archivo Parroquial, dependiendo desde entonces, junto con Celica, de la Vicaría Foránea de Paltas.
En 1861 adquirió la categoría de parroquia civil mediante acuerdo de la Convención Nacional de Ecuador, pasando a formar parte del cantón Paltas; el 27 de mayo de 1878 se integró como parroquia del recién creado cantón Celica, abarcando una extensión que comenzaba en las Pampas de Guambona hasta Paletillas, y, desde el río Puyango hasta los límites con Zapotillo, incluyendo todo el territorio de lo que hoy es Pindal y Pózul.
Es importante destacar que el principal gestor de la cantonización de Puyango fue el párroco Luis Enrique Córdova Vivanco, quien, desde 1945 organizó la Sociedad Acción Cultural del Pueblo, que fue la impulsora de la cantonización y cuyo presidente fue el señor Luis Otero Valencia. En 1946, el presidente José María Velasco Ibarra se propuso visitar Macará, por lo que una comisión presidida por el cura Luis Enrique Córdova partió desde Alamor y en el valle de Casanga, del cantón Paltas, se entrevistó con el presidente, quien ofreció y cumplió con la cantonización de Puyango; mientras en Quito, la diputación lojana integrada por los doctores Maximiliano Witt, Francisco Costa Zabaleta y Agenor Villacrés, se mantuvo vigilante hasta alcanzar el Decreto de cantonización de Puyango, que se publicó en el Registro Oficial 791 del jueves 23 de enero de 1947, siendo el primer Jefe Político del cantón el señor Rubén Maldonado Prado y el primer Presidente del Concejo Cantonal el señor Enrique Orellana Núñez.

## Ubicación y geografía
Se localiza en la zona centro-occidental de la provincia de Loja. Las altitudes en el cantón Puyango varían de menos 200 m s. n. m., tomando como referencia la cuenca del Río Puyango, en el límite oeste y norte hasta más de los 3 000 m s. n. m., en la zona cercana al cerro Huachahurco, en el límite suroriental con el cantón Paltas.
Las cabeceras parroquiales y cantonal están ubicadas todas en el rango de 300 hasta 1300 m s. n. m.
Casi la mitad de la superficie del cantón es plana, es decir tiene una pendiente menor al 12%. El 27% tiene pendientes de 25%. Y el 20% presenta pendientes de 40%. Las pendientes mayores al 40% son escasas.

### Datos generales
- Extensión: 634 km².
- Población: 16 257 habitantes (censo 2023)
- Temperatura: 18 °C. Promedio.
- Altura mínima: 193 m s. n. m. en la desembocadura de la quebrada Conventos en el río Puyango, punto límite entre el cantón Puyango y el cantón Zapotillo.
- Altura máxima: 3 029 m s. n. m. cercano al cerro Huachahurco, en el límite con el cantón Paltas.
- Precipitación anual: 500 mm a 1 267 mm.

### Coordenadas
- Longitud: -79° 52’ oriental (cerro Huachahurco) y -80° 17’ occidental (desembocadura quebrada Conventos)
- Latitud: -3° 51’ norte (desembocadura río Tamine) y - 4° 4' sur (quebrada El Papayo en la longitud 80°)

### Límites
- Al Norte con la República del Perú, la provincia de El Oro y el cantón Paltas.
- Al Sur con los cantones Celica, Paltas, Pindal y Zapotillo,
- Al Este con el cantón Paltas,
- Al oeste con la República del Perú y el cantón Zapotillo.

### Orografía
Desde la Cordillera de Ramos se desprenden dos ramales gigantescos, uno se dirige al sur y otro al suroeste. La cordillera de Alamor es la que sale al suroeste para cruzar el actual cantón Puyango, dando lugar a numerosas elevaciones.
En la cordillera de Celica, desde el cerro Motilón, sale otro ramal hacia Puyango, el que se divide en varias elevaciones y macizos cortados por los lechos de quebradas invernales. Las estribaciones de este ramal que va una parte a Mercadillo y otra a Alamor, son: Cosacosa, y Guacamino, y esta última estribación termina en los cauces del Ingenio y la quebrada de Cango. La falda norte de la elevación Guacamino forma el cañón del Río Alamor, en el que están los barrios: Matalanga, Guainche, Alahumbo y Macandamine.
Por otra parte, la Cordillera de El Limo que termina en Conventos sale a la cordillera de Alamor con su principal altura llamada La Peña, y de ésta, el cerro del Gentil, con sus prolongadas estribaciones. La Cordillera de El Limo sigue al sur y al oeste con pequeñas elevaciones y declives.
En la Cordillera de Milagros, perteneciente al Cantón Pindal, cuando se dirige al oeste hay un cambio notable en su relieve porque se desarticulan algunas elevaciones que sufren un cambio radical que es caótico.
Con dirección suroeste parten otras ramificaciones de esta misma cordillera con distintos nombres: Guandos, Guararas, Las Cochas, Cerro Grande. Una de esas ramificaciones se une al cerro de Milagros que es la mayor elevación de esta cordillera y las otras siguen en elevaciones que decrecen y terminan en Zapallal. De la misma cordillera de Alamor se desprenden las elevaciones de El Arenal, El Derrumbo y Huacas. Nace también la cordillera de Turinumá y elevaciones en forma escalonada bajan de altura y en forma armoniosa toman casi una misma cota de ondulaciones que embellecen la orografía puyanguense hasta tomar contacto con la frontera peruana. La cuenca del río Puyango está considerada como la más importante en Latinoamérica por su ecosistema y sus recursos paleontológicos y minerales.
Los cerros de Puyango no son agudos, ni rocosos, ni erosionados en su mayoría, lo llamativo está en las honduras y cortes antiguos de las quebradas y en los sitios que han sufrido devastadores aluviones, como fue el caso de la quebrada de El Ingenio que dejó gravísimos estragos en su creciente de 1934.
Las faldas de los cerros son fecundados por su inmensa capa de humus y así mismo lo son las verdes y amplias vegas de Matalanga, La Florida, Guápalas y Trigopamba. La población de Alamor está a 1320 m s.n.m (tomando como referencia el parque central de la ciudad).

## División política
Puyango tiene 6 parroquias, 1 urbana y 5 rurales.

### Parroquias urbanas
- Alamor

### Parroquias rurales
- Ciano
- El Arenal
- El Limo (Mariana de Jesús)
- Mercadillo
- Vicentino

## Clima
El cantón Puyango se ubica en zona de Régimen Costa o tierras bajas y tiene cuatro tipos de clima definidos; Semiárido, Tropical Sabana, Cálido Húmedo y Templado.  Se diferencian dos épocas bien marcadas: época lluviosa y época de verano.
Los meses de invierno van desde enero hasta abril y los meses de verano van desde junio hasta noviembre. Mayo y diciembre son considerados como meses de transición.
El clima templado abarca parte de la cordillera de Celica, mientras en las partes bajas el clima se divide en cálido húmedo al este y tropical sabana y semiárido al occidente del cantón.
Las precipitaciones son muy distribuidas y diferenciadas, ya que mientras en la parte oriental hay más lluvia; en la parte occidental predomina la sequía. 
Como en otros sitios el clima se modifica por la altitud y la ubicación geográfica.